# Trzcinica (gmina)
Trzcinica (do 1954 gmina Laski) – gmina wiejska w województwie wielkopolskim, w powiecie kępińskim. W latach 1975–1998 gmina położona była w województwie kaliskim.
Siedziba gminy to Trzcinica.
Według danych z 30 czerwca 2004 gminę zamieszkiwało 4713 osób. Natomiast według danych z 31 grudnia 2019 roku gminę zamieszkiwało 4945 osób.

## Struktura powierzchni
Według danych z roku 2002 gmina Trzcinica ma obszar 75,14 km², w tym:
- użytki rolne: 71%
- użytki leśne: 22%

Gmina stanowi 12,35% powierzchni powiatu.

## Demografia

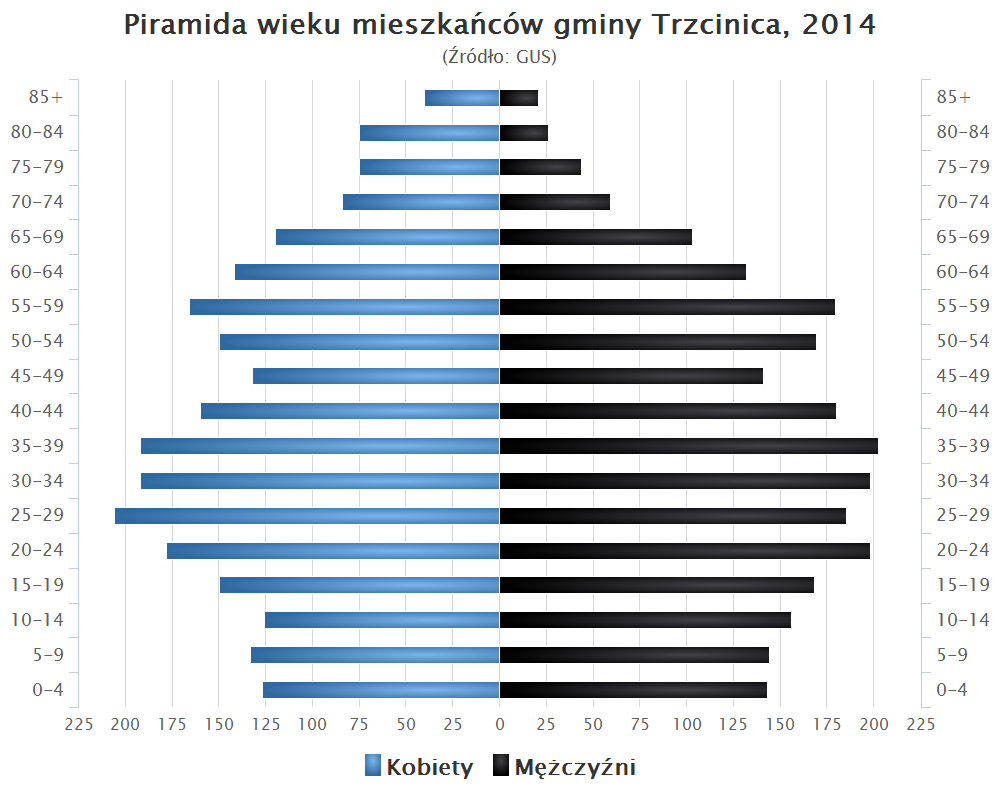
Piramida wieku mieszkańców gminy Trzcinica w 2014 roku

Dane z 30 czerwca 2004:
| Opis                              | Ogółem | Ogółem | Kobiety | Kobiety | Mężczyźni | Mężczyźni |
| --------------------------------- | ------ | ------ | ------- | ------- | --------- | --------- |
| jednostka                         | osób   | %      | osób    | %       | osób      | %         |
| populacja                         | 4713   | 100    | 2347    | 49,8    | 2366      | 50,2      |
| gęstość zaludnienia (mieszk./km²) | 62,7   | 62,7   | 31,2    | 31,2    | 31,5      | 31,5      |

## Sołectwa
Aniołka Pierwsza, Kuźnica Trzcińska, Laski, Piotrówka, Pomiany, Smardze, Trzcinica, Wodziczna.

## Pozostałe miejscowości
Aniołka Druga, Aniołka-Parcele, Borek, Dzierżążnik, Granice, Ignacówka Druga, Ignacówka Pierwsza, Ignacówka Trzecia, Jelenia Głowa, Kwasielina, Laski (osada leśna), Laski-Tartak, Nowa Wieś, Różyczka, Siemionka, Smardze, Teklin.

## Sąsiednie gminy
Baranów, Byczyna, Łęka Opatowska, Rychtal, Wołczyn